# Bekende Vlaming
Un bekende Vlaming ou BV (pour « Flamand connu », en néerlandais) est une personnalité extrêmement connue en Flandre (en Belgique). Dans beaucoup de cas, leur popularité ne dépasse pas les frontières de la Flandre, mais certains BV ont acquis une renommée mondiale. Par ailleurs, un Flamand mondialement connu n'est pas nécessairement un BV et il existe des BV qui ne sont pas Flamands[réf. nécessaire]. Le pluriel de ce terme est bekende Vlamingen.